# Роминешть (Прахова)
Роминешть, Роминешті (рум. Românești) — село у повіті Прахова в Румунії. Входить до складу комуни Беркенешть.
Село розташоване на відстані 46 км на північ від Бухареста, 9 км на південь від Плоєшті, 95 км на південь від Брашова.

## Населення
За даними перепису населення 2002 року у селі проживали 1922 особи. Рідною мовою 1921 особа (99,9%) назвала румунську.
Національний склад населення села:
| Національність | Кількість осіб | Відсоток |
| -------------- | -------------- | -------- |
| румуни         | 1874           | 97,5%    |
| цигани         | 47             | 2,4%     |